# Rasnitsynum burmense
Rasnitsynum burmense (лат.) — ископаемый вид ос, единственный в составе рода † Rasnitsynum из семейства дрииниды (Dryinidae). Бирманский янтарь, меловой период (сеноманский век, около 99 млн лет). Мьянма. Назван в честь профессора Александра Павловича Расницына.

## Описание
Мелкие хризидоидные осы, длина самки 2,7 мм (самец неизвестен). Голова чёрная, кроме коричневатых жвал и зубцов; мезосома чёрная; антенны, метасома и ноги коричневые. Формула щупиков: 5,3. Усики булавовидные 10-члениковые, без пучков длинных щетинок; первый пальпомер не виден; антенномеры в следующих пропорциях: 8:4:8:8:8:8:8:10:11:10. Вертлуг передних ног широкий и очень слабо изогнутый; пятый протарсомер менее чем вдвое шире увеличенной клешни; увеличенный коготь с двумя небольшими медиальными зубцами. Оцеллии и эпикнемиум развиты. Формула голенных шпор: 1-1-2. У самки на передних лапках есть клешня, предположительно для удерживания цикадок (Cicadomorpha, Fulgoroidea).

## Таксономия и этимология
Вид был впервые описан в 2021 году итальянским энтомологом Массимо Ольми (Massimo Olmi; Tropical Entomology Research Center, Витербо, Италия) и его коллегами по голотипу самки DAF3306 из куска бирманского янтаря (из коллекций Department of Agriculture and Forestry Sciences, University of Tuscia, Витербо, Италия), и выделен в отдельный род Rasnitsynum. Родовое название (Rasnitsynum) дано в честь палеоэнтомолога Александра Павловича Расницына (Палеонтологический институт РАН, Москва), за его крупный вклад в изучение перепончатокрылых насекомых и по случаю его 85-летия. Видовое название R. burmense происходит от места обнаружения (Бирма)